# Åsbysten

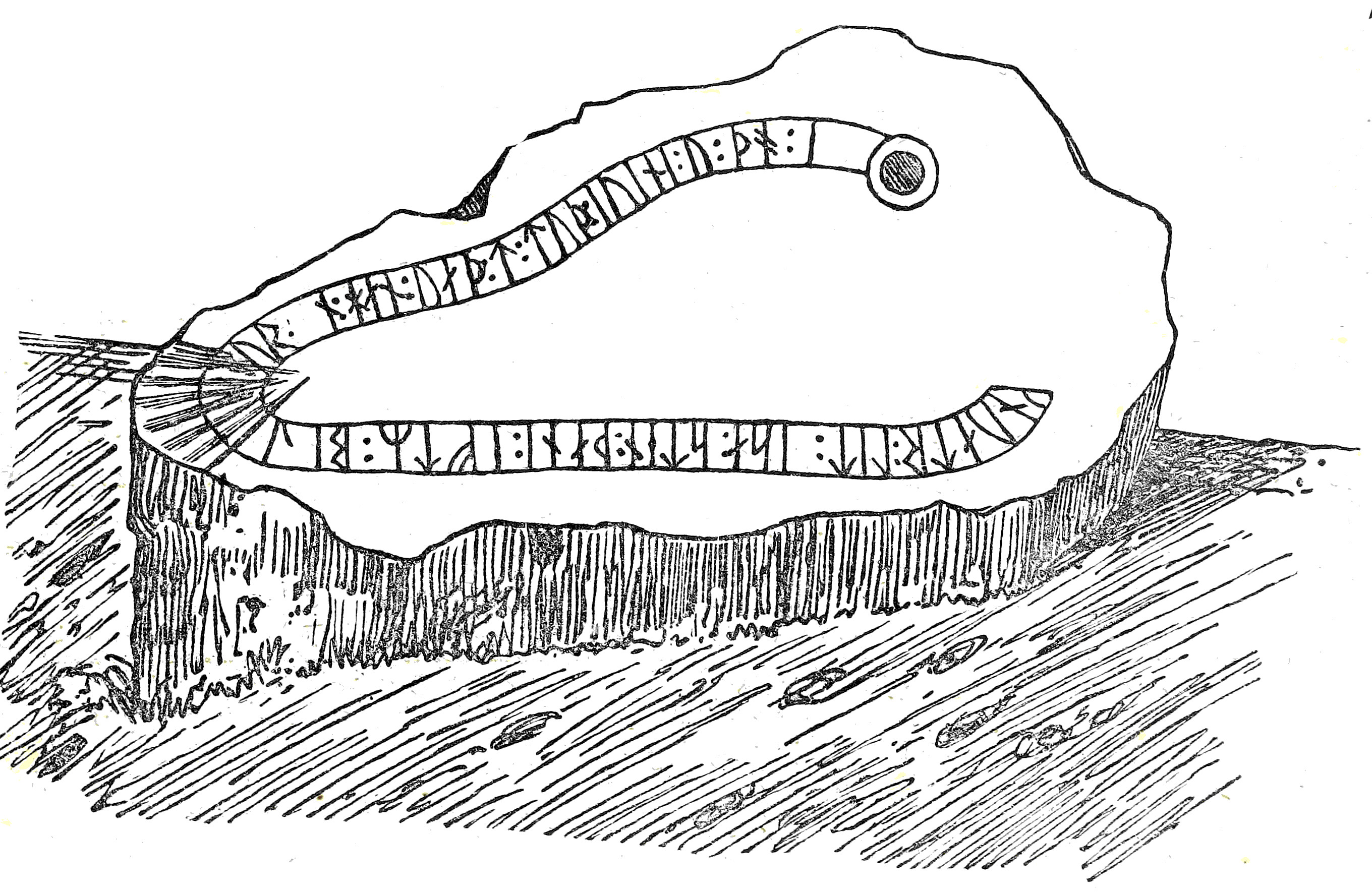
Åsbysten

Der Åsbysten (Samnordisk runtextdatabas Nä 15) ist ein Runenblock beim Hof Åsby gård, bei Odensbacken in Stora Mellösa in der Gemeinde Örebro in Närke in Schweden. Er darf nicht mit dem Åsbyblocket in Strängnäs in Södermanland verwechselt werden.
Die Ritzung auf dem Runenblock aus grauem Granit stammt vermutlich vom Ende des 11. oder dem Beginn des 12. Jahrhunderts. Sie wird erstmals in einer Recherche aus dem Jahre 1667 erwähnt. Der Runenblock hat auch eine Eintiefung in der Oberfläche, und Nils Gabriel Djurklou (1828–1904) hat angenommen, dass hier Opfer stattfanden. Richard Dybeck (1811–1877) lehnt dies ab und spricht sich dafür aus, dass die Grube, die die Inschrift zerstört, später als die Runen entstand.
Die vom Schlangenband umschlossene Inschrift ist durch Verwitterung stark beschädigt. Darüber hinaus scheint der unbekannte Runenmeister in seinem Handwerk nicht besonders geschickt gewesen zu sein. Beides macht es, insbesondere den letzten Teil der Schrift betreffend, schwierig, den Text zu interpretieren. Der Interpretation von Sven Birger Fredrik Jansson (1906–1987) folgend lautet die Inschrift:
anuatr : let : hika : sten : þana : eftR : bul(i) : --þur : --n : han : uaþ : tuþ : i : uinyu : þ- : f-...(u)biu a-s-uar :
Übersetzt: „Anund (?) ließ diesen Stein für Bolle, seinen Vater, machen. Er ist auf Vinön gestorben ...“
Vinön, die größte Insel im Hjälmaren, liegt etwa 7,0 Kilometer vom Runenblock entfernt.
Die Forscher haben Anuatr unterschiedlich interpretiert. Jansson ist der Ansicht, dass der Ritzer den gängigen Fehler machte, die ähnlichen a- und n-Runen zu verwechseln, und dass Anuatr als Anundr und nicht als Arnhvatr interpretiert werden sollte.
Die Verzierung hat die Form einer liegenden Schlange, die in Vogelperspektive  (schwedisch fågelperspektiv) zu sehen ist. Sie erinnert an den Runenstein von Södra Lunger (Nä 31) auf der Nordseite des Hjälmaren, der sich wegen der Landhebung und des sinkenden Wasserspiegels vom Runenblock Nä 15 zurückgezogen hat.